# Kabinett Calderón
Das Kabinett Calderón bildete vom 1. Dezember 2006 bis zum 30. November 2012 die Regierung von Mexiko.

## Kabinettsmitglieder
| Amt oder Ressort                                                   | Foto | Name                             | Amtszeit                               | Partei               |
| ------------------------------------------------------------------ | ---- | -------------------------------- | -------------------------------------- | -------------------- |
| Präsident                                                          |      | Felipe Calderón                  | 1. Dezember 2006 – 30. November 2012   | PAN                  |
| Inneres                                                            |      | Francisco Javier Ramírez Acuña   | 1. Dezember 2006 – 15. Januar 2008     | PAN                  |
| Inneres                                                            |      | Juan Camilo Mouriño              | 16. Januar 2008 – 4. November 2008     | PAN                  |
| Inneres                                                            |      | Fernando Gómez Mont              | 10. November 2008 – 14. Juli 2010      | PAN                  |
| Inneres                                                            |      | Francisco Blake Mora             | 14. Juli 2010 – 11. November 2011      | PAN                  |
| Inneres                                                            |      | Alejandro Poiré                  | 17. November 2011 – 30. November 2012  | PAN                  |
| Auswärtiges                                                        |      | Patricia Espinosa Cantellano     | 1. Dezember 2006 – 30. November 2012   | PAN                  |
| Nationale Verteidigung                                             |      | Guillermo Galván Galván          | 1. Dezember 2006 – 30. November 2012   | Militär              |
| Marine                                                             |      | Mariano Francisco Saynez Mendoza | 1. Dezember 2006 – 30. November 2012   | Militär              |
| Sicherheit und Bürgerschutz                                        |      | Genaro García Luna               | 1. Dezember 2006 – 30. November 2012   | Parteilos            |
| Finanzen und öffentliche Kredite                                   |      | Agustín Carstens                 | 1. Dezember 2006 – 9. Dezember 2009    | Parteilos            |
| Finanzen und öffentliche Kredite                                   |      | Ernesto Cordero                  | 9. Dezember 2009 – 9. September 2011   | PAN                  |
| Finanzen und öffentliche Kredite                                   |      | José Antonio Meade Kuribreña     | 9. September 2011 – 30. November 2012  | Parteilos            |
| Soziale Entwicklung                                                |      | Beatriz Zavala Peniche           | 1. Dezember 2006 – 14. Januar 2008     | PAN                  |
| Soziale Entwicklung                                                |      | Ernesto Cordero                  | 14. Januar 2008 – 9. Dezember 2009     | PAN                  |
| Soziale Entwicklung                                                |      | Heriberto Félix Guerra           | 9. Dezember 2009 – 30. November 2012   | PAN                  |
| Umwelt und natürliche Ressourcen                                   |      | Juan Rafael Elvira Quesada       | 1. Dezember 2006 – 30. November 2012   | PAN                  |
| Energie                                                            |      | Georgina Kessel Martínez         | 1. Dezember 2006 – 7. Januar 2011      | PAN                  |
| Energie                                                            |      | José Antonio Meade Kuribreña     | 7. Januar 2011 – 9. September 2011     | Parteilos            |
| Energie                                                            |      | Jordy Herrera Flores             | 9. September 2011 – 30. November 2012  | PAN                  |
| Wirtschaft                                                         |      | Eduardo Sojo Garza-Aldape        | 1. Dezember 2006 – 6. August 2008      | PAN                  |
| Wirtschaft                                                         |      | Gerardo Ruiz Mateos              | 6. August 2008 – 14. Juli 2010         | PAN                  |
| Wirtschaft                                                         |      | Bruno Ferrari García de Alba     | 14. Juli 2010 – 30. November 2012      | PAN                  |
| Landwirtschaft, Viehzucht, ländliche Entwicklung, Angeln und Essen |      | Alberto Cárdenas Jiménez         | 1. Dezember 2006 – 7. September 2009   | PAN                  |
| Landwirtschaft, Viehzucht, ländliche Entwicklung, Angeln und Essen |      | Francisco Mayorga Castañeda      | 7. September 2009 – 30. November 2012  | PAN                  |
| Verkehr und Kommunikation                                          |      | Luis Téllez                      | 1. Dezember 2006 – 3. März 2009        | PRI                  |
| Verkehr und Kommunikation                                          |      | Juan Molinar Horcasitas          | 3. März 2009 – 7. Januar 2011          | PAN                  |
| Verkehr und Kommunikation                                          |      | Dionisio Pérez-Jácome Friscione  | 7. Januar 2011 – 30. November 2012     | Parteilos            |
| Öffentlicher Dienst                                                |      | Germán Martínez Cázares          | 1. Dezember 2006 – 27. September 2007  | PAN                  |
| Öffentlicher Dienst                                                |      | Salvador Vega Casillas           | 27. September 2007 – 14. Dezember 2011 | PAN                  |
| Öffentlicher Dienst                                                |      | Rafael Morgan Ríos               | 14. Dezember 2011 – 30. November 2012  | Parteilos            |
| Bildung                                                            |      | Josefina Vázquez Mota            | 1. Dezember 2006 – 4. April 2009       | PAN                  |
| Bildung                                                            |      | Alonso Lujambio                  | 4. April 2009 – 18. März 2012          | PAN                  |
| Bildung                                                            |      | José Ángel Córdova Villalobos    | 18. März 2012 – 30. November 2012      | PAN                  |
| Gesundheit                                                         |      | José Ángel Córdova Villalobos    | 1. Dezember 2006 – 9. September 2011   | PAN                  |
| Gesundheit                                                         |      | Salomón Chertorivski Woldenberg  | 9. September 2011 – 30. November 2012  | Movimiento Ciudadano |
| Arbeit und soziale Sicherheit                                      |      | Javier Lozano Alarcón            | 1. Dezember 2006 – 14. Dezember 2011   | PAN                  |
| Arbeit und soziale Sicherheit                                      |      | Rosalinda Vélez Juárez           | 14. Dezember 2011 – 30. November 2012  | Parteilos            |
| Agrarreform                                                        |      | Abelardo Escobar Prieto          | 1. Dezember 2006 – 30. November 2012   | PAN                  |
| Tourismus                                                          |      | Rodolfo Elizondo Torres          | 1. Dezember 2006 – 10. März 2010       | PAN                  |
| Tourismus                                                          |      | Gloria Guevara Manzo             | 10. März 2010 – 30. November 2012      | Parteilos            |
| Rechtsberater der Regierung                                        |      | Daniel Francisco Cabeza de Vaca  | 1. Dezember 2006 – 28. Januar 2008     | PAN                  |
| Rechtsberater der Regierung                                        |      | Miguel Alessio Robles Landa      | 28. Januar 2008 – 30. November 2012    | Parteilos            |
| Generalstaatsanwalt                                                |      | Eduardo Medina Mora              | 7. Dezember 2006 – 7. September 2009   | PAN                  |
| Generalstaatsanwalt                                                |      | Arturo Chávez Chávez             | 24. September 2009 – 31. März 2011     | PAN                  |
| Generalstaatsanwalt                                                |      | Marisela Morales                 | 7. April 2011 – 30. November 2012      | Parteilos            |